# Воротников, Владислав Владимирович
Владислав Владимирович Воротников (род. 17 августа 1947, Ленинград) — советский и российский шахматист; гроссмейстер (2005). Инженер.
В составе команды Ленинграда участник трёх первенств СССР между командами союзных республик (1975, 1979, 1981). Лучшие результаты — бронзовая медаль в команде (1975) и серебряная медаль в индивидуальном зачёте (1979, играл на резервной доске).
Участник нескольких чемпионатов Ленинграда (в 1979 — 1-3 место) и Москвы (в 1996 — разделил 1-е место с А. Ластиным и Ю. Балашовым); международных турниров: 1979 (Лейпциг и Турку) — 1-е; 1982, Лейпциг — 1-3 и Кисловодск (турнир памяти А. Котова) — 1-е место.
В составе клуба Тиграна Петросяна победитель чемпионата СССР и четвертьфиналист Кубка европейских клубов (1991/1992).

## Изменения рейтинга
| Графики недоступны из-за технических проблем. См. информацию на Фабрикаторе и на mediawiki.org. |